# Americano (sanduíche)
O americano foi criado na década de 1940, pelos donos da lanchonete Salada Paulista, em São Paulo.
Os donos, Anna e Fritz Kinzel, aprimoraram o misto-quente (criado por lá mais ou menos na mesma época), acrescentando-lhe alface, ovo e bacon. Portanto a receita original é pão francês, presunto, queijo, ovo, bacon, alface e tomate.
Brasileiríssimo, o sanduíche "americano" ganhou esse nome em homenagem à dupla ovo e bacon, popular nos Estados Unidos. Com o tempo, o bacon deixou de fazer parte da receita.